# Chetogena flaviceps
Chetogena flaviceps är en tvåvingeart som först beskrevs av Jacques-Marie-Frangile Bigot 1887.  Chetogena flaviceps ingår i släktet Chetogena och familjen parasitflugor. Inga underarter finns listade i Catalogue of Life.